# إدوارد باك
إدوارد باك (بالإنجليزية: Edward Buck)‏ هو محامي أمريكي، ولد في 6 أكتوبر 1814، وتوفي في 16 يوليو 1876.